# 黎安友
黎安友（1943年4月3日—），美国汉学家，哥伦比亚大学政治系教授、东亚研究所主任。美国政治学协会会员、亚洲研究协会会员。黎的研究专长是：中国政治、中国近代史、比较政治学。

## 生平
生于纽约。1963年获哈佛大学政治学学士，1965年获东亚研究硕士，1971年获政治学博士。此间，1966年在哈佛大学教授政治，1971年担任密歇根大学历史讲师。1971~1975任哥伦比亚大学助理教授，1975~1982任副教授，1982年起任教授。
做为学者，书斋生活以外，黎安友又是众多研究会、基金会、委员会的座上宾；主编杂志以外，他又是众多协调小组的领导，甚至担任美国中央情报局顾问、太平洋国家银行安全局顾问、中國人權（HRIC）理事會共同主席。
黎安友是漢學家費正清的學生，而他本人也指導與影響了當代華人知識群体許多學者，包括復旦大學美國研究中心的孫哲、國立清華大學當代中國研究中心的吳介民與徐斯儉、以及約翰霍普金斯大學政治學系的蔡欣怡等。
黎安友曾为李志绥的《毛泽东私人医生回忆录》作序，他也是《中國六四真相》（亦称《天安門文件》）英文版编辑之一。他曾戏称：“我給李志綏回憶錄、魏京生獄中書信集寫過序，再加上這本（指《中國六四真相》），我該‘下地獄’了。”
2019年1月，黎安友接受VOA衛視《時事大家談》專訪時直言，美國總統特朗普是個紙老虎，特朗普當選美國總統是最有利於中共總書記習近平、最有利於加速中國崛起。

## 主要著作
- 《中国落后的煤矿》（1963）
- 《中国华洋义赈救灾总会史》（1965）
- 《军阀的末日》
- 《访问邓副总理》
- 《中国的民主》
- 《中国政治变迁之路：从极权统治到韧性威权》（2007）
- 《尋求安全感的中國：從中國人的角度看中國的對外關係》（2013）